# Elvira Godàs i Vila
Elvira Godàs i Vila   (Lleida, 22 de gener de 1917 - Sant Adrià de Besòs, 12 de novembre de 2015) va ser una mestra republicana, Presidenta d'Honor de la Asociación Archivo, Guerra y Exilio. Va estar casada amb l'escriptor José Ramón Arana.

## Biografia
Elvira va ser la filla més petita de Victorina Vila i Federico Godàs (1879-1920), fundadors del Liceu Escolar de Lleida, inaugurat el 1906.
El seu pare va morir el 1920, i la seva mare, amb 33 anys i cinc fills, es va fer càrrec de l'escola en solitari durant un temps. Elvira va estudiar la carrera de piano al conservatori entre 1925 i 1935. El 1936, en produir-se la revolta militar que provocaria la Guerra Civil espanyola, i davant la sol·licitud del govern republicà de més professorat, en haver-se incorporat al front molts mestres, Elvira es va presentar voluntària, superant un examen especial a Lleida i una prova addicional de català a Barcelona. «Va aconseguir el títol de mestra, però no va poder treballar a l'escola dels seus pares»; junt al seu marit, també mestre, es va traslladar a Barcelona i va treballar a l'escola Nova Infància i més tard a Figueres.
Derrotada la Segona República, Elvira, «el seu marit, Josep Cervera, malalt del cor, i el seu fill de dos anys i mig», passen a França creuant els Pirineus. Després d'aconseguir plaça en el Sinaia, un dels vaixells que el govern de Mèxic va posar per als refugiats espanyols, Elvira i la seva família arribaria a Veracruz. A Mèxic, Josep va morir el 1942. Durant els seus primers anys d'exili, Elvira va fer jerseis per als soldats nord-americans, i en la Unió Distribuïdora d'Edicions, fundada per Miquel Marín i Ricardo Mestre. Després de reconèixer-se-li el títol de mestra al país asteca, va poder tornar a dedicar-se a la docència, arribant a fundar el Col·legi Hans Cristian Andersen. També va recuperar la seva vida musical fent classes en el Liceu Franco-Mexicà i en el Col·legi de les Biscaïnes, i integrant-se en l'Orfeó Català de Mèxic, on va conèixer el seu segon marit.
Casada amb José Ramón Arana, que a Mèxic havia fundat la revista Las Españas, el 1972, Arana, víctima d'una malaltia irreversible, va demanar a Elvira que el portés a Espanya a morir. El matrimoni va arribar a l'Espanya, encara franquista, a mitjans d'aquell any, i s'instal·laren a Castelldefels. Va romandre a Catalunya dos anys i un altre any a Anglaterra, però va tornar a Mèxic. La seva definitiva tornada a Espanya, ja democràtica, va ocórrer el 1980, i es va instal·lar a Barcelona, com a professora de música i català en el Col·legi Prim. En la tasca de la recuperació de «una altra història d'Espanya», Elvira es va integrar en l'AGE al novembre de 1997, pocs mesos després de la fundació d'aquesta associació dedicada a l'Arxiu Guerra i Exili.
Elvira va morir a Barcelona als 98 anys. Dels seus missatges favorits, Dolores Cabra, historiadora, companya i amiga, rememora la seva frase favorita: «tot el que he volgut en aquesta vida ho he aconseguit, era tant i costava tan poc».

## Reconeixements
En 2016 es va publicar el llibre Elvira Godàs i Vila, de mestra de la República a mestra del Besòs, incloent diverses entrevistes amb Elvira i una recopilació d'estudis de Jordi Garcia i Farrero, Salomó Marquès, Margarita Carbó i Ferran Aisa, editat pel col·lectiu «Dones Amb Iniciativa» de Sant Adrià de Besòs.